# 桃河

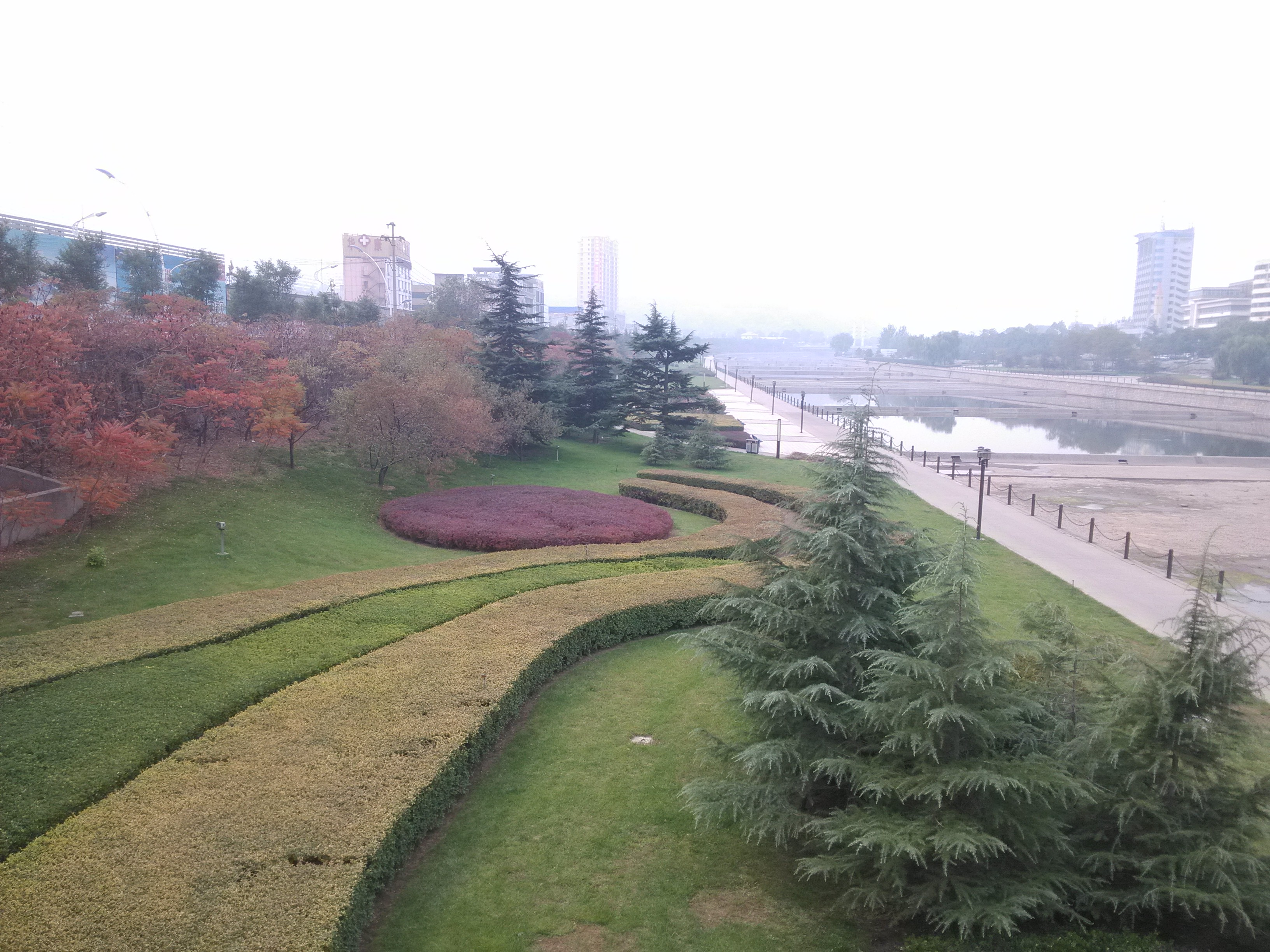
阳泉市区桃河沿岸的桃河公园。

桃河，古称绵蔓水，位于中华人民共和国山西省东部，是绵河两源之一。主源称太平河，发源于晋中市寿阳县尹灵芝镇界石村以北的土径岭，蜿蜒向南流，于张靖村西北折向东，在大山南村右纳泉寺河后干流始称“桃河”。桃河干流继续向东流经阳泉市市区，于平定县石门口乡乱流村折向东北，于娘子关镇磨河滩村与温河汇流形成绵河，在河北境内汇入滹沱河，最终于天津入海。河长80千米，流域面积1310.7平方千米。流域内矿产资源丰富，尤以煤、铝矾土、硫铁矿储量大及品质优、易开采而闻名，是山西省重要的煤炭、化工、建材生产基地之一。矿业生产造成地貌破坏严重，也使得流域成为水土流失重灾区。